# 第二型造父變星
第二型造父變星（Type II Cepheid）是變星的一種，它的脈動通常介於1至50天之間。第二型造父變星通常是第二星族星，因此是老年、通常貧金屬、低質量的恆星。 
過去 (歷史上) 常常以室女座W型變星取代第二型造父變星的名稱，但現在依據周期分為幾個子群，室女座W型變星只是其中的一種。週期在1-4天的屬於BL Her子群、10-20天的屬於W Vir子群、週期超過20天的屬於RV Tau子群。  
第二型造父變星遵守著周光關係，因此是重要的標準燭光，但是它們比同週期的經典造父變星暗了1.6星等。第二型造父變星常用來測量和建立銀河中心、球狀星團和星系的距離。  
第二型造父變星的週期越長，光度也越亮，曾經用來測量在本星系群之外的NGC 5128和NGC 4258的距離。